# After Yang
Pour plus de détails, voir Fiche technique et Distribution.
After Yang est un film de science-fiction américain écrit, produit et réalisé par Kogonada et sorti en 2021. Il s'agit de l'adaptation de la nouvelle américaine Saying Goodbye to Yang d'Alexander Weinstein.
Le film est présenté dans la section Un certain regard du festival de Cannes 2021.

## Synopsis
Dans un futur proche, où la mode est marquée par des androïdes domestiques sous forme humaine qui sont considérés comme des nounous, Jake (Colin Farrell) et sa fille tentent de sauver Yang (Justin H. Min), leur robot devenu inerte.

## Fiche technique
Sauf indication contraire, les informations mentionnées dans cette section peuvent être confirmées par la base de données cinématographiques IMDb,  présente dans la section « Liens externes ».
- Titre original et français : After Yang
- Titre de travail : Saying Goodbye to Yang
- Réalisation et scénario : Kogonada, d'après la nouvelle américaine Saying Goodbye to Yang d'Alexander Weinstein
- Musique : Aska Matsumiya et Ryūichi Sakamoto
- Direction artistique : Max Wixom
- Décors : Alexandra Schaller
- Costumes : Arjun Bhasin
- Photographie : Benjamin Loeb
- Montage : Kogonada
- Production : Andrew Goldman, Caroline Kaplan, Paul Mezey et Theresa Park
- Société de production : A24 Films, Cinereach et POW! Productions
- Société de distribution : A24 Films (Etats-Unis), Condor distribution (France)
- Pays de production :  États-Unis
- Langue originale : anglais
- Format : couleur
- Genre : science-fiction, drame
- Durée : n/a
- Dates de sortie[2] :
  - France : 8 juillet 2021 (festival de Cannes - Un certain regard), 6 juillet 2022 (en salles)
  - États-Unis : 21 janvier 2022 (festival de Sundance), 4 mars 2022 (en salles)

## Distribution
- Colin Farrell (VF : Boris Rehlinger) : Jake
- Jodie Turner-Smith (VF : Angélique Heller) : Kyra
- Justin H. Min (VF : Marc Wilhelm) : Yang
- Malea Emma Tjandrawidjaja (VF : Sonia Petit) : Mika
- Ritchie Coster (VF : Frédéric Souterelle) : Russ
- Haley Lu Richardson (VF : Élodie Lasne) : Ada
- Sarita Choudhury (VF : Sandra Vandroux) : Cleo
- Clifton Collins Jr. (VF : Rafaël Reves) : George
- Brett Dier (VF : Damien Laquet) : Aaron

## Production
En juin 2018, on apprend que la productrice Theresa Park acquiert les droits d'adaptation cinématographique de la nouvelle Saying Goodbye to Yang écrite par Alexander Weinstein. Le film est écrit et réalisé par Kogonada.
En février 2019, on révèle que Colin Farrell est engagé dans un rôle principal dans After Yang, distribué par A24 Films,. En avril, Golshifteh Farahani, Justin H. Min, Sarita Choudhury et Haley Lu Richardson sont également engagés. En mai, Jodie Turner-Smith et Clifton Collins Jr. rejoignent l'équipe du film, aux côtés de Turner-Smith qui remplace Golshifteh Farahani,.
Le tournage débute le 1er mai 2019.

## Accueil

### Accueil critique
En France, le site Allociné propose une moyenne de 3,2/5 à partir de l'interprétation de 28 critiques de presse collectées.

## Distinction
- Festival de Cannes 2021 : section Un certain regard